# Ernst Bulthaup
Ernst Bulthaup (* 6. Juli 1904 in Osnabrück; † 4. Juli 1978 ebenda) war ein deutscher Politiker (SPD).
Nach dem Besuch der Volksschule absolvierte Bulthaup eine kaufmännische Lehre. 
Nach Ende des Zweiten Weltkrieges wurde er im Jahr 1947 zum Geschäftsführer der Industriegewerkschaft Metall in Osnabrück. Er war in Osnabrück langjähriges Mitglied des Gemeinderates und des Kreistages. Seit 1954 war er stellvertretender Landrat. In der fünften Wahlperiode wurde er zum Mitglied des Niedersächsischen Landtages vom 20. Mai 1963 bis 5. Juni 1967.

## Quelle
- Barbara Simon: Abgeordnete in Niedersachsen 1946–1994. Biographisches Handbuch. Hrsg. vom Präsidenten des Niedersächsischen Landtages. Niedersächsischer Landtag, Hannover 1996, S. 61.

| Personendaten    | Personendaten                  |
| ---------------- | ------------------------------ |
| NAME             | Bulthaup, Ernst                |
| KURZBESCHREIBUNG | deutscher Politiker (SPD), MdL |
| GEBURTSDATUM     | 6. Juli 1904                   |
| GEBURTSORT       | Osnabrück                      |
| STERBEDATUM      | 4. Juli 1978                   |
| STERBEORT        | Osnabrück                      |